# Yersiniops solitarium
Yersiniops solitarium là một loài Bọ ngựa trong họ Bọ ngựa. Loài này được Scudder miêu tả năm 1896. Đây là loài bản địa của Hoa Kỳ.